# Neptune's Daughter (film 1912)
Neptune's Daughter è un cortometraggio muto del 1912 diretto da Theodore Wharton.
Nel settembre del 1912 uscì, quasi in contemporanea, un altro film che portava sullo schermo la fiaba di Friedrich de la Motte Fouqué, Undine di Lucius Henderson, interpretato da Florence La Badie.
Nel 1914, ne verrà prodotta un'altra versione, Neptune's Daughter con la regia di Herbert Brenon. La protagonista sarà Annette Kellerman, una celebre nuotatrice australiana popolarissima anche come attrice.

## Produzione
Il film fu prodotto dalla Essanay Film Manufacturing Company. Venne girato nel Michigan, al Lago Superiore.

## Distribuzione
Distribuito dalla General Film Company, il film - un cortometraggio in una bobina - uscì nelle sale cinematografiche USA il 17 settembre 1912.